# Anna Vissi
Anna Vissi (født 20. december 1957 i Larnaca, Cypern) er sangerinde, komponist og skuespiller. Hun er mest kendt i Grækenland og Cypern, men har også succes i resten af Europa og i USA og Australien. Hun startede sin karriere i begyndelsen af 1970'erne og er stadig aktiv på scenen. I perioden fra 1995 til 2009 har hun modtaget 30 platin-albums i Grækenland og er en af landets bedst sælgende artist med mere end 30 mio. plader over hele verden. Hun blev gift med Nikos Karvelas i 1983. Hun har deltaget flere gange i Eurovision Song Contest:

## Diskografi

### Græske Album
- 1977: As Kanoume Apopse Mian Arhi
- 1979: Kitrino Galazio – 2x Platinum
- 1980: Nai – Platinum
- 1982: Anna Vissi – Platinum
- 1982: Eimai To Simera Kai Eisai To Hthes
- 1984: Na 'Hes Kardia – Gold
- 1985: Kati Simveni – Gold
- 1986: I Epomeni Kinisi – 2x Platinum
- 1988: Tora – Gold
- 1988: Empnefsi! – Gold
- 1989: Fotia – Platinum
- 1990: Eimai – Gold
- 1992: Emeis – Gold
- 1992: Lambo – Platinum
- 1994: Re! – Gold
- 1995: O! Kypros – Platinum
- 1996: Klima Tropiko – 3x Platinum
- 1997: Travma – 3x Platinum
- 1998: Antidoto – 3x Platinum
- 2000: Kravgi – 7x Platinum
- 2002: X – 2x Platinum
- 2003: Paraksenes Eikones – 2x Platinum
- 2005: Nylon – Platinum
- 2008: Apagorevmeno – 2x Platinum

### Engelske Album
- 2000: Everything I Am – Gold
- 2010: Untitled English Album

### Singles
- 1997: Forgive Me This
- 2000: Agapi Ypervoliki – 4х Platinum
- 2000: Everything I Am – Platinum
- 2004: Remixes 2004 – Gold
- 2005: Call Me – Gold
- 2006: Everything – Gold

### DVD's
- 2001: Anna Vissi: The Video Collection – Gold
- 2005: Anna Vissi Live – Gold